# رايموند بور
رايموند بور (بالإنجليزية: Raymond Burr)‏ هو ممثل كندي، ولد في 21 مايو 1917 بنيو ويستمينيستر في كندا، وتوفي في 12 سبتمبر 1993 بسونوما في الولايات المتحدة بسبب سرطان الكلية. بدأ مشواره المهني سنة 1940.

## أعمال

### أفلام
- (1948) مغامرات دون جوان
- (1950) مفتاح المدينة
- (1951) مكان في الشمس
- (1953) أفعى النيل
- (1954) النافذة الخلفية
- (1954) ليلة كازانوفا الكبيرة

### مسلسلات
- أيرون سايد
- بيري ماسون

## وصلات خارجية
- رايموند بور على موقع IMDb (الإنجليزية)
- رايموند بور على موقع مونزينجر (الألمانية)
- رايموند بور على موقع ألو سيني (الفرنسية)
- رايموند بور على موقع تيرنر كلاسيك موفيز (الإنجليزية)
- رايموند بور على موقع أول موفي (الإنجليزية)
- رايموند بور على موقع قاعدة بيانات برودواي على الإنترنت (الإنجليزية)
- رايموند بور على موقع قاعدة بيانات الأفلام السويدية (السويدية)
- رايموند بور على موقع إن إن دي بي (الإنجليزية)
- رايموند بور على موقع ديسكوغز (الإنجليزية)
- رايموند بور على موقع قاعدة بيانات الفيلم (الإنجليزية)